# Lac du Vallon
Le lac du Vallon est un lac de montagne situé en France dans le massif des Écrins, dans le département de l'Isère, à 2 493 mètres d'altitude.

## Faune
Le lac a une population constituée entre autres d'ombles chevaliers et de truites.

## Randonnée
Accès : depuis Chantelouve une randonnée d'environ 3 h vous mènera jusqu'au lac. 